# 푸카오쿠아이잎코박쥐
푸카오쿠아이잎코박쥐(Hipposideros khaokhouayensis)는 잎코박쥐과에 속하는 박쥐의 일종이다. 라오스의 토착종이다.

## 특징
작은 박쥐로 전완장은 46~49mm, 꼬리 길이는 37~37.5mm이다. 귀 길이는 24~26mm, 몸무게는 최대 9.6g 정도이다. 털은 길며, 등 쪽은 흰색 바탕에 갈색을 띠는 반면에 배 쪽은 희다.

## 생태
먹이는 곤충이다. 6월에 임신한 두 마리의 암컷을 포획한 기록이 있다.

## 분포 및 서식지
라오스 북부 지역의 두 군데 지역에서만 알려져 있다. 해발 180~400m 석회암 지대의 상록수 숲에서 서식한다.